# Guido Curtarello
Guido Curtarello (Gavirate, 20 maggio 1967) è un ex cestista italiano, ha giocato in Serie A vestendo la maglia della Pallacanestro Varese.